# Zalukókoaje
Zalukókoaje (en rus: Залукокоаже) és un poble (un possiólok) de Kabardino-Balkària, a Rússia, que el 2019 tenia 10.039 habitants. És la seu administrativa del districte homònim.